# 1988 PD1
1988 PD1 är en asteroid i huvudbältet som upptäcktes 14 augusti 1988 av Palomar-observatoriet.
Asteroiden har en diameter på ungefär 4 kilometer och den tillhör asteroidgruppen Phocaea.